# 鈴木彦次郎
鈴木 彦次郎（すずき ひこじろう、1898年12月27日 - 1975年7月23日）は、日本の小説家。

## 人物
東京府生まれ。岩手県選出の衆議院議員・鈴木巌の二男として生まれた。6歳から父の転勤に伴って盛岡に移る。盛岡中学校、第一高等学校をへて東京帝国大学英文科、のち国文科に転じて1923年卒業。高校時代寮の同室だった川端康成、石浜金作、酒井眞人に今東光の五人で第6次『新思潮』を1921年創刊。1923年文藝春秋同人、1924年川端、横光利一らの『文藝時代』に参加。新感覚派の一人とされた。1928-1930年舟橋聖一、村山知義らと心座の新劇運動に携わる。のち農民小説、大衆小説、歴史小説、相撲小説に転じる。
1944年盛岡に疎開し、地方文化人となる。岩手県立図書館長、岩手県教育委員長、東京薬科大学教授、盛岡短期大学教授を務め、岩手日報文化賞を受賞。
1949年に盛岡文士劇を立ち上げ、1962年まで継続した。後に高橋克彦が復活させ現在に至る。

## 著書
- 『七月の健康美』（アトラス社、アトラス・セリー） 1930
- 『相撲四十八技』（彦山光三共著、生活社） 1938
- 『小説両国梶之助』（新潮社） 1939
- 『土俵』（輝文館） 1940
- 『相撲畫報』（大日本雄辯會講談社、講談社の繪本) 1940.5
- 『街の日輪』（万里閣） 1941
- 『櫓太皷』（学芸社） 1941
- 『栄冠涙あり 鍛錬スポーツ小説集』（南方書院） 1942
- 『軍配曇りなし』（大仙書房） 1942
- 『牧人』（輝文館） 1942
- 『緑の堡塁』（フタバ書院成光館） 1942
- 『谷風梶之助』（大日本雄辯會講談社、産報文庫） 1944.9
- 『怪童小源太』（妙義出版社） 1948
- 『血誓花吹雪』（妙義出版社） 1949
- 『常磐津林中』（岩手日報社） 1955
- 『自由の征矢 岩手民党夜話』（岩手日報社） 1956
- 『闘魂 二所ノ関物語』（河出書房新社） 1963
- 『巷説城下町』（IBC開発センター） 1975
- 『まぶたの人』（岩手日報社） 1987.7

## 翻訳
- 『牡丹亭還魂記』（湯臨川編、佐佐木静光共訳、支那文学大観、支那文学大観刊行会） 1926 - 1927
- 『剪灯新話』（瞿佑、剪灯余話（李禎）、支那文学大観、支那文学大観刊行会） 1926
- 『ガリヴアの旅 他一篇』（スウイフト、改造社、世界大衆文学全集） 1930

## 参考
- 『日本近代文学大事典』（日本近代文学館編）